# Vincenzo Petrali
Vincenzo Antonio Petrali (Crema, 22 gennaio 1830 – Bergamo, 24 novembre 1889) è stato un organista e compositore italiano.

## Biografia
Fu organista nel duomo di Cremona, nella basilica di S. Maria Maggiore in Bergamo, maestro di cappella del duomo di Brescia e nel duomo di Crema, e infine a lungo insegnante presso il Liceo Musicale di Pesaro.
Il Petrali vive la sua parabola artistica in un universo organistico ancora improntato fra la creatività organistica sinfonico-teatrale, basata sull'organo-orchestra, ed il rinnovamento sia organario, sia organistico del quale fu tra i più tenaci e convinti assertori, assieme al nascente Movimento Ceciliano.
Pur in un momento alquanto travagliato e contraddittorio per la musica d'organo italiana, tentò di attuare il suo ideale di riforma della musica sacra rispettando la tradizione dell'arte organaria italiana, ancora legata ad una strumentazione orchestrale, comprendendo che essa non era ancora matura per assumere rivoluzionarie svolte costruttive come già avveniva, invece, in molti altri paesi europei. Allo stesso tempo, non si piegò mai totalmente all'uso delle trascrizioni operistiche proprio del suo tempo, e nel periodo della maturità sposò con convinzione uno stile alquanto severo.

## Opere
Petrali fu autore di moltissima musica per organo, in buona parte pubblicata vivente l'autore, tra cui si cita la "Messa solenne in fa maggiore per organo solo" e gli "Studi per l'organo moderno" articolati in tre libri.
Compose alcuni esempi musicali per il trattato Norme generali sul modo di trattare l'organo moderno di Giambattista Castelli (Milano, F. Lucca, 1862).